# Téléphone - L'intégrale
 (avril 2020).
Si vous disposez d'ouvrages ou d'articles de référence ou si vous connaissez des sites web de qualité traitant du thème abordé ici, merci de compléter l'article en donnant les références utiles à sa vérifiabilité et en les liant à la section « Notes et références ».
Albums de Téléphone
Rappels
(1991) Paris '81
(2000)
Téléphone - L'intégrale est un coffret de 7 CD du groupe de musique rock français Téléphone. Il comprend les 5 albums studio sortis entre 1977 et 1984, l'album Téléphone Le Live de 1986 et un album live inédit.
L'intégrale ressort en 1996 sous le nom de 20e anniversaire où le septième disque contenant l'album live est remplacée par un disque de chansons inédites studios et live ainsi que les chansons Le jour s'est levé et Quelqu'un va venir, parues en single en 1985 pour promouvoir un hypothétique sixième album du groupe qui ne verra pas le jour, séparation oblige.
Ces deux intégrales ne sont plus en vente et n'existent pas en format numérique.
En novembre 2015, parait une nouvelle intégrale intitulée Au cœur du Téléphone composée cette fois-ci des cinq albums studios, deux lives (Le Live en 1986 et Paris '81 en 2000) et de trois CD comportant le single Le jour s'est levé / Quelqu'un doit venir, la chanson Tout ça c'est du cinéma, de nombreux raretés lives et des extraits de sessions studios comportant de nombreux inédits et des chansons connues à l'état d’ébauche comme Ça (c'est vraiment toi) qui sonnent un peu comme Satisfaction des Rolling Stones, le tout entièrement remastérisé par Corine Marienneau elle-même et Alex Gopher, accompagnée d'un nouveau double best of qui la résume.

## Contenu du coffret

### CD 7:1993:Live inédits du coffret Téléphone - L'intégrale
Les pistes 1 à 3 ont été enregistrées à l'Olympia de Paris le 16 février 1981 et les pistes 4 et 5 au palais des sports à Saint-Ouen le 18, le tout mixé par Dominique Blanc-Francard. Crache ton venin et Tu vas me manquer sont publiés dans l'album Paris '81 en 2000 avec un nouveau mixage.
| No | Titre                        | Auteur                    | Durée |
| -- | ---------------------------- | ------------------------- | ----- |
| 1. | Congas (Un homme + un homme) | Téléphone                 | 2:00  |
| 2. | Crache ton venin             | Jean-Louis Aubert         | 4:30  |
| 3. | 2000 Nuits                   | Louis Bertignac/Téléphone | 2:40  |
| 4. | Tu vas me manquer            | Aubertignac               | 6:59  |
| 5. | Le Vaudou                    | Jean-Louis Aubert         | 5:30  |

### CD 7: 1996: Inédits du coffret20eanniversaire
Ce CD se veut collector. Il contient trois titres live inédits et sept titres studios.
Les titres live (déjà parus sur l'EP En concert en 1981) proviennent de la série de concerts le 16, 17 et 18 février 1981 et sont mixés par Chris Kimsey (producteur des Rolling Stones dans les années 1980). On retrouvera une autre version live de Fleur de ma ville jouée en concert le lendemain de l’enregistrement publié ici sur l'album Paris '81 sorti en 2000.
Parmi les titres studio, on retrouve le single Le jour s'est levé avec sa face B Quelqu'un va venir (inédit en album) paru à l'origine pour promouvoir un hypothétique sixième album qui ne verra pas le jour, séparation oblige. Il y a aussi la chanson In Paris parue en face B du single New York avec toi et sur la version étrangère de l'album Un autre monde à la place de Loin de toi. On trouve aussi l'inédit Tout ça c'est du cinéma (déjà paru en version courte sur Best of quelques mois plus tôt) qui provient des sessions de l'album Au cœur de la nuit, trois morceaux qui proviennent des sessions de Dure Limite, dont les deux versions de répétitions de Au bout du rouleau et une composition de la bassiste Corine Marienneau à l'état d’ébauche intitulée Je brûle. Si la première est réenregistrée pour l'album Bleu Blanc Vert de Jean-Louis en 1989, la seconde en revanche est un des facteurs qui empêche la reformation du groupe pour partir en tournée pour les vingt ans car l'auteure n'a pas validé cette version.
| No  | Titre                                   | Remarque                                                    | Durée |
| --- | --------------------------------------- | ----------------------------------------------------------- | ----- |
| 1.  | Prends ce que tu veux                   | En public, le 18 février 1981                               | 3:13  |
| 2.  | Fleur de ma ville                       | En public, le 16 février 1981                               | 4:15  |
| 3.  | Un peu de ton amour                     |                                                             | 4:38  |
| 4.  | Tout ça c'est du cinéma                 |                                                             | 5:30  |
| 5.  | In Paris                                |                                                             | 3:36  |
| 6.  | Au bout du rouleau (version acoustique) |                                                             | 1:58  |
| 7.  | Au bout du rouleau (version électrique) |                                                             | 3:49  |
| 8.  | Je brûle                                | chanté par Corine Marienneau, version publiée sans son aval | 3:49  |
| 9.  | Le Jour s'est levé                      |                                                             | 4:56  |
| 10. | Quelqu'un va venir                      |                                                             | 5:02  |

## Sources
- Le site du groupe Telephone